# Schwantesia acutipetala
Schwantesia acutipetala är en isörtsväxtart som beskrevs av L. Bol. Schwantesia acutipetala ingår i släktet Schwantesia och familjen isörtsväxter. Inga underarter finns listade i Catalogue of Life.